# 1822年西班牙大選
1822年西班牙大選選出西班牙議會中眾議院的203席。

## 歷史
1822年大選乃1820年西班牙革命後的第二場全國選舉，並在根據1812年西班牙憲法下舉行。西班牙正實行男性普選制度，11,661,865名國民中符合25歲或以上及為男性等公民才可投票，合資格選民約為3,215,460人。

## 選區
是次選舉在33個選區和數個小選區舉行，並採用領先者當選制度。

## 結果
| 政黨 | 政黨   | 議席 |
| ---- | ------ | ---- |
|      | 無黨籍 | 203  |
| 總共 | 總共   | 203  |

幾乎全部眾議員為自由派，主要來自激進的「廿年派」或「狂熱派」。